# XXV династия
XXV династия (ок. 760—656 годы до н. э.) — кушитская династия фараонов, правивших в Древнем Египте, последняя династия третьего переходного периода. Встречаются названия Нубийская, Эфиопская или Кушитская династия.
Термин «двадцать пятая династия» относится к ряду правителей Кушитской империи со столицей в Напата, которые распространили своё влияние на весь Древний Египет в VIII—VII веках до н. э.. Событием, которое стало началом династии, считается завоевание кушитским фараоном Кашта Верхнего Египта. 
Династия завершилась с крахом Кушитской империи в войне с древнемесопотамской Ассирией и завоеванием ассирийцами Египта.
Объединение под одной властью Верхнего Египта, Нижнего Египта и Нубии создало империю, которой не было равной по размеру со времён Нового царства. Династия Кушитских фараонов сохранила и даже развила древние египетские традиции, религию и обряды, добавив в них нубийские мотивы. Во время царствования этой династии в Египте (и в Нубии) развернулось строительство пирамид, которого регион не знал со времён Среднего царства.
После того, как ассирийские цари Саргон II и за ним Синаххериб отбили попытки кушитских фараонов распространить влияние египтян на Ближний Восток, сменившие их цари Асархаддон и Ашшурбанапал завоевали Египет, сместив нубийцев у власти. Они заложили основы марионеточной про-ассирийской XXVI династии, последней династии местных египетских фараонов перед завоеванием Египта Персией.

## Правители
Список фараонов XXV династии в Истории Египта:
| Фараон     | Тронное имя               | Царствование (ок. гг. до н. э.) | Захоронение     | Королева |
| ---------- | ------------------------- | ------------------------------- | --------------- | --- |
| Кашта      | Нимаатре                  | 760—752                         | Эль-Курру, K.8  | Пебатма, K.7 (?) |
| Пианхи     | Мен-хепер-Ра Усер-Маат-Ра | 752—721                         | Эль-Курру, K.17 | * Табиру, дочь Алара, K.53 * Абар англ. Abar, Нури, Nuri 53(?) * Хенса англ. Khensa, дочь Кашта, K.4 * Пексатер англ. Peksater, дочь Кашта, K.54 * Нефрукекашта англ. Nefrukekashta, K.52 |
| Шабака     | Неферкаре                 | 721—707                         | Эль-Курру, K.15 | * Калхата, мать Тануатамона, K.5 * Месбат англ. Mesbat, мать Верховного жреца Амона Харемахет (англ. Haremakhet) * Табекенамун (?)                                                        |
| Шабатака   | Дедкаре                   | 707—690                         | Эль-Курру, K.18 | Арти англ. Arty, дочь Пианхи, K.6 |
| Тахарка    | Ку-Нефертум               | 690—664                         | Нури, Nuri 1    | * Такахатенанум, Nuri 21(?) * Атахебаскен, Nuri 36 * Напарая англ. Naparaye, дочь Пианхи, K.3 * Табекенамун (?)                                                                           |
| Тануатамон | Бакаре                    | 664—656 (умер: 653)             | Эль-Курру, K.16 | * Пьянхарта * [..]салка * Малаке (?), Nuri 59 |

Период, начиная с царствования Кашта, и до фараона Меленакена обычно называют Напатанским периодом Кушитского царства. Фараоны кушитской династии после Меленакена правили из Напаты, Мероэ и Верхнего Египта. Захоронения Кушитских царей XXV династии (и членов королевских семей) находятся в Эль-Курру и в Нури.

## Кашта
Кушитский царь Кашта управлял Нубией из своей столицы города Напаты (400 км к северу от Хартума, современной столицы Судана). Он продолжал политику своего отца, фараона Алара по распространению влияния на Верхний Египет. Он сумел назначить свою дочь, Аменирдис I, Супругой Бога Амона в Фивах после Шепенупет I, дочери последнего фараона XXIII династии Осоркона III. Это фактически узаконивало контроль над египетской областью Фиваида.
Похоже, контроль Кашты над Верхним Египтом носил мирный характер, так как потомки фараонов XXIII династии пользовались высоким социальным статусом в Фивах всё время царствования XXV династии. В правление Кашты кушиты, заселившие территории между третьим и четвёртым порогами Нила, довольно быстро приняли египетские традиции, религию и культуру.

## Пианхи
Фараон Пианхи продолжил экспансию кушитов в Нижний Египет. Он лично возглавил военный поход, закончившийся захватом Фив и Мемфиса, управляемых фараонами скоротечной XXIV династией. Города не были ограблены, наоборот, Пианхи по египетским традициям, даже принёс жертвоприношения в храме Птаха в Мемфисе. Пианхи возродил традиции строительства пирамид в Нубии (Эль-Курру), расширил храм Амона в Джебель-Баркал.
Пианхи предпринял попытки распространить влияние империи на Ближний Восток, который контролировался в эти времена Ассирийской империей. Около 720 г. до н. э. он послал армию на помощь восставшим против ассирийцев Палестине и Газе, но армия ассирийцев во главе с Саргоном II одержала победу.

## Шабака
Фараон Шабака к 710 г. до н. э. завершил завоевание всего Египта. Он свергнул последнего правителя предыдущей династии Бокхориса. По утверждению Манефона, последнего фараона XXIV династии сожгли заживо. Шабака перенёс столицу своей империи в Мемфис. В знак принятия египетской религии Шабака стал Верховным жрецом Амона. Он консолидировал и централизовал власть в своей ставшей огромной империи. Сохранение и забота фараона о древней религии Мемфиса отражены в Камне Шабака. Как и его предшественник, Шабака поддержал мятеж на Ближнем Востоке (в Ашдоде) против владычества Ассирии, но посланная им армии была разбита Саргоном II.

## Шабатака
На царствование Шабатака приходится продолжение войн с Ассирией на Ближнем Востоке. Войско кушитов вновь потерпело поражение (по ассирийским источникам). В Ассирийских источниках также упоминается мирное соглашение с Египтом этого времени, подтверждающее влияние ассирийцев на Ближнем Востоке.

## Тахарка
На период царствования фараона Тахарки приходится период расцвета империи. Некоторые исследователи называют это время — ренессансом Древнего Египта. Тахарка, управляя Египтом из Мемфиса, организовал небывалое по размаху строительство вдоль всей долины Нила. Храмы, пирамиды, мемориальные комплексы возводились не только в Верхнем и Нижнем Египте, но и на исконно нубийских территориях — в Джебель-Баркале, Нури, Эль-Курру, Мероэ, Каву и Керма.
Начиная с X в. до н. э. Семитские народы Ханаана и южной Арамеи (современная территория Сирии), с которыми у египтян и нубийцев были исконные связи, попали под контроль Месопотамской Ассирии. К 700-м годам до н. э. столкновение интересов таких двух расширяющихся с противоположных сторон в направлении Ближнего Востока супер-империй, как Египет и Ассирия, стало неизбежным. Военные действия империй, начавшиеся во времена предыдущих фараонов, достигли в царствование Тахарки своего апогея. При первых знамениях недовольства или восстаний в Леванте против Ассирии, Тахарка снаряжал армию на помощь семитским народам. Помощь Тахарки иудейскому правителю Езекия в его восстании против ассирийского правителя Синаххериба нашла отражении в Библии (4Цар. 18:14). Совместное отражение ассирийского нашествия было удачным, правда, с помощью эпидемий в войске ассирийцев. Чуть позже Синаххерибу удалось вытеснить египтян с Ближнего Востока обратно в Египет. Сменивший Синаххериба правитель Асархаддон уже организовал поход ассирийцев в Египет в 671 году до н. э. Тахарка, возглавивший оборону Египта, был разбит и бежал в Нубию. Асархаддон поставил царствовать в захваченной стране местных аристократов, лояльных к новой власти.
Ставленникам Асархаддона не удалось полностью поставить страну под свой контроль — через два года Тахарка вернулся с войском из Нубии и захватил власть в Египте до Мемфиса. Очередной ассирийский правитель Ашшурбанапал в ответ послал войско, которое уже навсегда изгнало Тахарку из Египта. Тахарка умер в Нубии два года спустя.

## Тануатамон
Сменивший Тахарку фараон Тануатамон попытался вернуть власть над Египтом. Он победил протеже ассирийцев Нехо I, но большая армия присланная Ассирией разбила войска кушитов, Тануатамон бежал обратно в Нубию. Новый ставленник ассирийцев, сын Нехо I, Псамметих I стал фараоном и основателем новой, XXVI династии. Новому фараону в 656 г. до н. э. удалось объединить Египет под своей властью. Интересно, что когда Тануатамон умер, он, хотя и не был уже египетским фараоном, был погребён со всеми фараоновскими почестями в пирамиде в Эль-Курру.
Династия кушитских фараонов продолжила править в Нубии вначале сделав своей столицей Напату (656—590 годы до н. э.), а после Мероэ (590 год до н. э. — IV век н. э.).

## Значение XXV династии в истории Египта
Несмотря на довольно короткий срок царствования XXV династии в Египте (около 90 лет), она занимает значительное место в египетской истории, благодаря восстановлению и расширению традиционной египетской культуры, архитектуры, искусств и обрядов. Известно, что фараоны этой династии очень бережно относились к древним текстам: Шабака, например, повелел вырубить древний текст в камне (Камень Шабаки).
Во время правления фараонов XXV династии происходили контакты с греческой цивилизацией. Геродот предполагал, что египтяне происходят от нубийцев, и Египет был основан Эфиопией. Геродот также ссылается на Гомера, который упоминал, что греческие боги происходят из Эфиопии.
- Два картуша: Кашта, первого фараона XXV династии (справа), и его дочери, Аменирдис I, Супруги Бога Амона в Фивах (слева).
- Захоронение фараона Пианхи.
- Фараон Шабака.
- Скульптурное изображение фараона Шабатаки, Нубийский музей. Асуан
- Фараон Тахарка.
- Фараон Тануатамон